# Roma Open I 2021 - Doppio
Philipp Oswald e Filip Polášek erano i detentori del titolo, ma hanno deciso di non partecipare al torneo.
In finale Sadio Doumbia / Fabien Reboul hanno sconfitto Paolo Lorenzi / Juan Pablo Varillas con il punteggio di 7-6(5), 7-5.

## Teste di serie
1. André Göransson /  Nicholas Monroe (primo turno)
2. Nathaniel Lammons /  Jackson Withrow (primo turno)

1. Lloyd Glasspool /  Harri Heliövaara (quarti di finale)
2. Denys Molčanov /  Oleksandr Nedovjesov (primo turno)

## Wildcard
1. Flavio Cobolli /  Matteo Gigante (primo turno)
2. Andrea Giallanza /  Francesco Iannini (primo turno)

1. Andrea Pellegrino /  Giulio Zeppieri (quarti di finale)

## Tabellone

### Legenda
| - Q = Qualificato - WC = Wild card - LL = Lucky loser | - ALT = Alternate - SE = Special Exempt - PR = Protected Ranking | - w/o = Walkover - r = Ritirato - d = Squalificato |

|  | Primo turno            | Primo turno              | Primo turno              | Primo turno | Primo turno |  |  | Quarti di finale       | Quarti di finale         | Quarti di finale        | Quarti di finale      | Quarti di finale      |    |   | Semifinali                  | Semifinali                  | Semifinali                        | Semifinali                        | Semifinali                        |    |   | Finale | Finale | Finale | Finale | Finale |  |
|  |                        |                          |                          |             |             |  |  |                        |                          |                         |                       |                       |    |   |                             |                             |                                   |                                   |                                   |    |   |        |        |        |        |        |  |
|  | 1                      | A Göransson N Monroe     | A Göransson N Monroe     | 65          | 4           |  |  |                        |                          |                         |                       |                       |    |   |                             |                             |                                   |                                   |                                   |    |   |        |        |        |        |        |  |
|  |                        | S Doumbia F Reboul       | S Doumbia F Reboul       | 7           | 6           |  |  | S Doumbia F Reboul     | S Doumbia F Reboul       | S Doumbia F Reboul      | 7                     | 7                     |    |   |                             |                             |                                   |                                   |                                   |    |   |        |        |        |        |        |  |
|  | A Collarini H Dellien  | A Collarini H Dellien    | A Collarini H Dellien    | 2           | 3           |  |  | G Barrère A Olivetti   | G Barrère A Olivetti     | G Barrère A Olivetti    | 64                    | 62                    |    |   |                             |                             |                                   |                                   |                                   |    |   |        |        |        |        |        |  |
|  | ' G Barrère A Olivetti | ' G Barrère A Olivetti   | ' G Barrère A Olivetti   | 6           | 6           |  |  |                        |                          |                         |                       |                       |    |   | S Doumbia F Reboul          | S Doumbia F Reboul          | S Doumbia F Reboul                | 7                                 | 6                                 |    |   |        |        |        |        |        |  |
|  | 4                      | D Molčanov O Nedovjesov  | D Molčanov O Nedovjesov  | 4           | 3           |  |  |                        |                          | R Arneodo E Couacaud    | R Arneodo E Couacaud  | R Arneodo E Couacaud  | 67 | 4 |                             |                             |                                   |                                   |                                   |    |   |        |        |        |        |        |  |
|  |                        | R Arneodo E Couacaud     | R Arneodo E Couacaud     | 6           | 6           |  |  | R Arneodo E Couacaud   | R Arneodo E Couacaud     | R Arneodo E Couacaud    | 6                     | 6                     |    |   |                             |                             |                                   |                                   |                                   |    |   |        |        |        |        |        |  |
|  | T Gabašvili L Giustino | T Gabašvili L Giustino   | 4                        | 6           | [12]        |  |  | T Gabašvili L Giustino | T Gabašvili L Giustino   | T Gabašvili L Giustino  | 4                     | 4                     |    |   |                             |                             |                                   |                                   |                                   |    |   |        |        |        |        |        |  |
|  | G Andreozzi G Durán    | G Andreozzi G Durán      | 6                        | 3           | [10]        |  |  |                        |                          |                         |                       |                       |    |   | Sadio Doumbia Fabien Reboul | Sadio Doumbia Fabien Reboul | Sadio Doumbia Fabien Reboul       | 7                                 | 7                                 |    |   |        |        |        |        |        |  |
|  | M Reid S Stachovs'kyj  | M Reid S Stachovs'kyj    | M Reid S Stachovs'kyj    | 3           | 67          |  |  |                        |                          |                         |                       |                       |    |   |                             |                             | Paolo Lorenzi Juan Pablo Varillas | Paolo Lorenzi Juan Pablo Varillas | Paolo Lorenzi Juan Pablo Varillas | 65 | 5 |        |        |        |        |        |  |
|  | R Galloway A Lawson    | R Galloway A Lawson      | R Galloway A Lawson      | 6           | 7           |  |  |                        | R Galloway A Lawson      | 62                      | 6                     | [10]                  |    |   |                             |                             |                                   |                                   |                                   |    |   |        |        |        |        |        |  |
|  | WC                     | A Giallanza F Iannini    | A Giallanza F Iannini    | 1           | 3           |  |  | 3                      | L Glasspool H Heliövaara | 7                       | 3                     | [8]                   |    |   |                             |                             |                                   |                                   |                                   |    |   |        |        |        |        |        |  |
|  | 3                      | L Glasspool H Heliövaara | L Glasspool H Heliövaara | 6           | 6           |  |  |                        |                          |                         |                       |                       |    |   | R Galloway A Lawson         | R Galloway A Lawson         | R Galloway A Lawson               | 3                                 | 3                                 |    |   |        |        |        |        |        |  |
|  | WC                     | A Pellegrino G Zeppieri  | 4                        | 7           | [10]        |  |  |                        |                          | P Lorenzi JP Varillas   | P Lorenzi JP Varillas | P Lorenzi JP Varillas | 6  | 6 |                             |                             |                                   |                                   |                                   |    |   |        |        |        |        |        |  |
|  | WC                     | F Cobolli M Gigante      | 6                        | 5           | [7]         |  |  | WC                     | A Pellegrino G Zeppieri  | A Pellegrino G Zeppieri | 65                    | 3                     |    |   |                             |                             |                                   |                                   |                                   |    |   |        |        |        |        |        |  |
|  |                        | P Lorenzi JP Varillas    | 6                        | 3           | [10]        |  |  |                        | P Lorenzi JP Varillas    | P Lorenzi JP Varillas   | 7                     | 6                     |    |   |                             |                             |                                   |                                   |                                   |    |   |        |        |        |        |        |  |
|  | 2                      | N Lammons J Withrow      | 3                        | 6           | [7]         |  |  |                        |                          |                         |                       |                       |    |   |                             |                             |                                   |                                   |                                   |    |   |        |        |        |        |        |  |